# Seznam rudnikov v Sloveniji
Seznam rudnikov v Sloveniji.
- Rudnik Begunjščica (mangan; deloval od 1799 do 1918)
- Rudnik Belščica (železova ruda; ne obratuje)
- Rudnik Bohor Ledina (svinec, cink)
- Rudnik Črna pri Kamniku (kaolin; deloval od 1856 do 1996)
- Rudnik Dolenji Zemon - Ilirska Bistrica (lignit; ne obratuje)
- Rudnik Drenov grič (antracit)
- Rudnik Globoko (lignit; deloval od 1882 do 1964, zaprt 1973)
- Rudnik Hobovše (baker; deloval od 1861 do 1872)
- Rudnik Holmec - Lokovica (rjavi premog; deloval od 1858 do 1945)
- Rudnik Idrija (živo srebro, uran; po letu 1996 ne obratuje, odprt za turiste)
- Rudnik Kamniška Bistrica (Boksit; deloval od leta 1853 do 1945)
- Rudnik Kanižarica (premog; od leta 1995 ne obratuje)
- Rudnik Klen - Orle (antracit; deloval od leta 1924 do 1947)
- Rudnik Knapovže (svinec, cink, živo srebro)
- Rudnik Krmelj (sol, - deloval od 1874 do 1896)
- Rudnik Kočevje (rjavi premog; zaprt od leta 1978)
- Rudnik Konjske peči (železova ruda)
- Rudnik Kopitarjev grič - Borovnica (železo; deloval med 1870 in 1896 ter med 1912 in 1922)
- Rudnik Korpščica (svinec, cink, baker)
- Rudnik Koseze - Ilirska Bistrica (lignit; ne obratuje)
- Rudnik Šmarjetna - Kranj  (Mangan 19. In 20. stoletje)
- Rudnik Laško (premog; ne obratuje)
- Rudnik Lepa njiva (antimon)
- Rudnik Lepena (železova ruda; ne obratuje od 1883)
- Rudnik Leše (rjavi premog; deloval od 1820 do 1939, sredi 19. stoletja največji premogovnik na Slovenskem)
- Rudnik Liboje (rjavi premog; zaprt od leta 1972)
- Rudnik Litija (svinec, cink, živo srebro, srebro, antimon, baker; zaprt od leta 1965)
- Rudnik Lokavec - Laško (svinec; deloval od leta 1750 do 1916)
- Rudnik Marija reka (svinec, živo srebro; z daljšimi prekinitvami deloval od leta 1760 do 1958)
- Rudnik Mežica (svinec, cink, molibden; s prekinitvami deloval od 1442 do 1993, sedaj odprt za turiste)
- Rudnik Mirna (mangan; deloval od 1917 do 1919)
- Rudnik Močilno (baker)
- Rudnik Mokronog - Hrastno (železova ruda)
- Rudnik Pleše (svinec, barit - dokončno zaprt leta 1966)
- Rudnik Pliberk (železova ruda; ne obratuje)
- Rudnik Počivalnik (baker)
- Rudnik Ponoviče (svinec, cink)
- Rudnik Puharje (svinec, cink)
- Rudnik Rabelj (cink, svinec)
- Rudnik Remšnik (svinec; deloval od 1849 do 1934)
- Rudnik Rudnica (aluminij)
- Rudnik Savinjska dolina (aluminij)
- Rudnik Savske jame (železova ruda; ne obratuje)
- Rudnik Sečovlje (črni premog; deloval od leta 1935 do 1973)
- Rudnik Senovo (premog; zaprt od leta 1995)
- Rudnik Sovodenj (baker)
- Rudnik Srednik (svinec)
- Rudnik Studence (Py)
- Rudnik Stržovo (premog)
- Rudnik sv. Ane v Šentanski dolini - Podljubelj (Šentanski rudnik: živo srebro; s presledki obratoval od 1557 do 1902)
- Rudnik Šentjanž - Krmelj (rjavi premog, obratoval od 1834 do 1962)
- Rudnik bakra Škofje pri Planini (baker)
- Rudnik Trbovlje Hrastnik (v zapiranju)
- Rudnik Trobni dol (rjavi premog, obratoval 1846 - 1852, 1861 - 1888 in 1906 - 1925)
- Rudnik Trojane Znojile (antimon; obratoval do leta 1934)
- Rudnik Tržišče (svinec, cink)
- Tunjiško gričevje (Premog) 18-20. stoletje
- Rudnik Vancovec (mangan)
- Rudnik Vremski britof (črni premog; deloval od 1861 do 1964)
- Rudnik Velenje (premog; možen ogled)
- Rudnik Zabukovica (rjavi premog, deloval od 1799 do 1966)
- Rudnik Zagorje (zaprt od leta 1995)
- Rudnik Zarečje - Ilirska Bistrica (lignit; ne obratuje)
- Rudnik Zgornja Polskava (Py)
- Rudnik Zlatenik (baker)
- Rudnik Železniki (železo, mangan; deloval od 1815 do 1885)
- Rudnik Železno (Py)
- Rudnik Žirovski vrh (uran; deloval od 1982 do 1990)